# Сорос, Александр
Александр Сорос (англ. Alexander Soros; р. 27 октября 1985) — сын миллиардера Джорджа Сороса, продолжает дело отца, поддерживает его идею, является председателем фондов «Открытое общество» и одним из молодых глобальных лидеров Всемирного экономического форума 2018 года.

## Ранняя жизнь и образование
Александр Сорос — сын американского миллиардера Джорджа Сороса (род. 1930) и Сьюзен Вебер Сорос (род. 1954). Вырос в Катоне, штат Нью-Йорк, и у него есть младший брат Грегори. Обучался в начальной школе «Кинг Лоу Хейвуд Томас» в Стэмфорде, штат Коннектикут. Окончил Нью-Йоркский университет в 2009 году. В 2018 году получил степень доктора философии по истории в Калифорнийском университете в Беркли.

## Филантропия
Зарекомендовал себя как филантроп, сделав крупный взнос в Еврейские фонды справедливости.
Согласно статье 2011 года в The Wall Street Journal, Александр Сорос сосредоточил свои усилия на «прогрессивных делах, которые могут не иметь широкой поддержки». С тех пор он вошёл в совет директоров организаций, включая Global Witness (в качестве члена консультативного совета), которая выступает против нарушений прав человека и окружающей среды, связанных с эксплуатацией природных ресурсов; фонды «Открытое общество», работающие над установлением подотчётности правительства и демократических процессов на международном уровне; и Bend the Arc (образованный в результате слияния Прогрессивного еврейского альянса и Еврейских фондов за справедливость в 2012 году).
Также делает пожертвования на политические цели. В марте 2012 года пожертвовал 200 000 долларов Еврейскому совету по образованию и исследованиям — организации, стоящей за акцией 2008 года Great Schlep (Большое путешествие), призывавшей еврейскую молодёжь посетить своих старших родственников с целью агитации за баллотировавшегося на пост президента Барака Обаму. Алекс Сорос является лауреатом премии Фонда Гордона Паркса 2017 года за его благотворительную поддержку искусства и гуманитарных наук.

## Фонд Александра Сороса
В 2012 году учредил Фонд Александра Сороса, который занимается продвижением социальной справедливости и прав человека. Среди первоначальных грантополучателей фонда Bend the Arc, Национальный альянс домашних работников, который представляет права 2,5 миллионов домашних работников в США, и Make the Road New York, который оказывает поддержку латиноамериканским и рабочим сообществам.
Наряду с Фондом Форда и фондом «Открытое общество» Фонд Александра Сороса профинансировал первое в истории национальное статистическое исследование домашних работников («Домашняя экономика: невидимый и нерегулируемый мир домашней работы», опубликовано 26 ноября 2012 г.).
Награды Фонда
- В июле 2012 года Фонд Александра Сороса вручил свою первую премию ASF за деятельность в области защиты окружающей среды и прав человека либерийскому активисту Сайласу Сиакору[10].
- В 2013 году приз достался Чату Вутти, камбоджийскому активисту, который погиб, защищая лес Прей Ланг[11].
- В 2014 году премия была посмертно присуждена Эдвину Чоте, Хорхе Риосу Пересу, Леонсио Квинсиме Мелендесу и Франсиско Пинедо — группе лидеров коренных народов из Перу, которые были убиты из-за своей работы, направленной на прекращение незаконных рубок в их общине в тропических лесах Перу[12].
- В 2015 году приз был вручен Альфонсу Мухиндо Валивамбене и банту Лукамбо за их приверженность защите национального парка Вирунга от коррумпированных лиц, пытающихся открыть парк для незаконного бурения нефтяных скважин и браконьерства.
- В 2016 году приз достался Полу Паволу, жителю деревни из Папуа-Новой Гвинеи, который выступает против присвоения тропических лесов в его родном районе Помио малазийским лесозаготовительным конгломератом Rimbunan Hijau.
- В 2017 году Антония Мелу да Силва, давняя бразильская активистка-эколог, получила премию Фонда Александра Сороса за активную деятельность в области защиты окружающей среды и прав человека за вдохновляющую роль в проведении кампаний по прекращению строительства плотины Белу-Монте и других вредных инфраструктурных проектов в тропических лесах Амазонки[13].

## Другие виды деятельности
Алекс Сорос считается продюсером нескольких фильмов, в том числе «Испытание огнем» и «Клептократы».

## Публикации
В 2014 году написал эссе для книги «Бог, вера и идентичность из пепла: размышления детей и внуков переживших Холокост».
Работы Сороса публиковались, в частности, в The Guardian, Politico, The Miami Herald, The Sun-Sentinel и The Forward.

## Личная жизнь
Владеет жилой недвижимостью в Северном Беркли, Нижнем Манхэттене и Южном Кенсингтоне в Лондоне.